# Jon Newsome
Jonathan Newsome, detto Jon (Sheffield, 6 settembre 1970) è un ex calciatore inglese, di ruolo difensore.

## Palmarès

### Club

#### Competizioni nazionali
- Campionato inglese: 1

Leeds Utd: 1991-1992
- Charity Shield: 1

Leeds Utd: 1992